# Sirakava Hideki
Sirakava Hideki (Tokió, 1936. augusztus 20. –) japán vegyész. Alan J. Heegerrel és Alan MacDiarmiddal együtt 2000-ben kémiai Nobel-díjat kapott „a vezetőképes polimerek felfedezéséért és fejlesztéséért”. Ugyanebben az évben megkapta a Japán Kulturális Rendet.
Úttörő munkájának kiindulópontja az a (állítólag véletlen) felfedezése volt, hogy a poliacetilén elektromos vezetőképessége adalékolással több nagyságrenddel növelhető. A vezetőképes polimereket például antisztatikus csomagolásként használják érzékeny elektronikus alkatrészekhez. A jelenlegi kutatások különösen a polimer alapú félvezetők fejlesztésére összpontosítanak olcsó elektronikus alkatrészek („szerves elektronika”), például tranzisztorok, fénykibocsátó diódák, szerves napelemek (OSC-k) és rugalmas vezetősínek gyártásához.
Sirakava Hideki a Cukubai Egyetemen dolgozott.

## Fordítás
- Ez a szócikk részben vagy egészben  a   Hideki Shirakawa című német Wikipédia-szócikk fordításán alapul.  Az eredeti cikk szerkesztőit annak laptörténete sorolja fel. Ez a jelzés csupán a megfogalmazás eredetét és a szerzői jogokat jelzi, nem szolgál a cikkben szereplő információk forrásmegjelöléseként.